# Rana (títol)
Rana (IAST: Rāṇā, sànscrit: राणा) és un títol històric que denota un monarca hindú absolut al subcontinent indi. Avui, s'utilitza com a nom hereditari al subcontinent indi i pakistanès. Antigament s'utilitzava com a títol de sobirania marcial pels reis Rajput a l'Índia. Rani és el títol de l'esposa d'un rana o el d'una dona monarca. També s'aplica a la dona d'un raja. Els títols compostos inclouen rana sahib, ranaji, rana bahadur i maharana.

## Ús al subcontinent indi

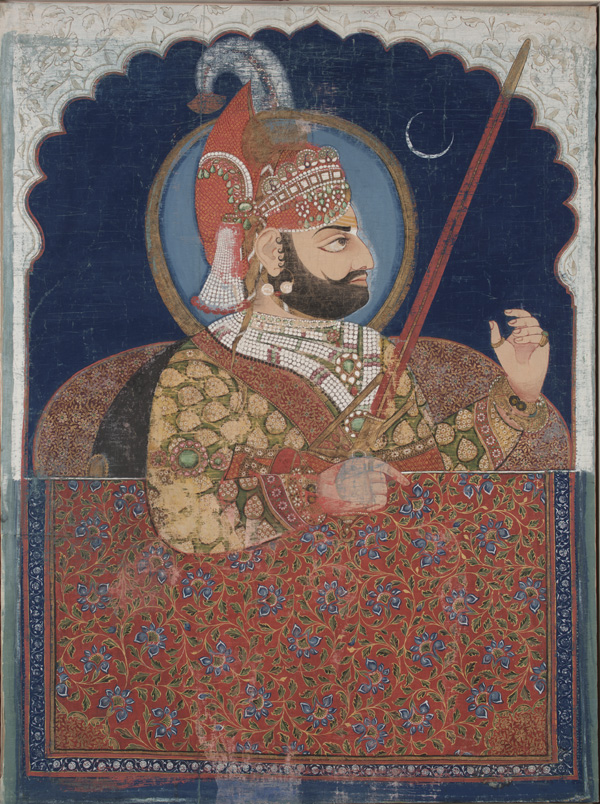
Bhim Singh, el rana d'Udaipur

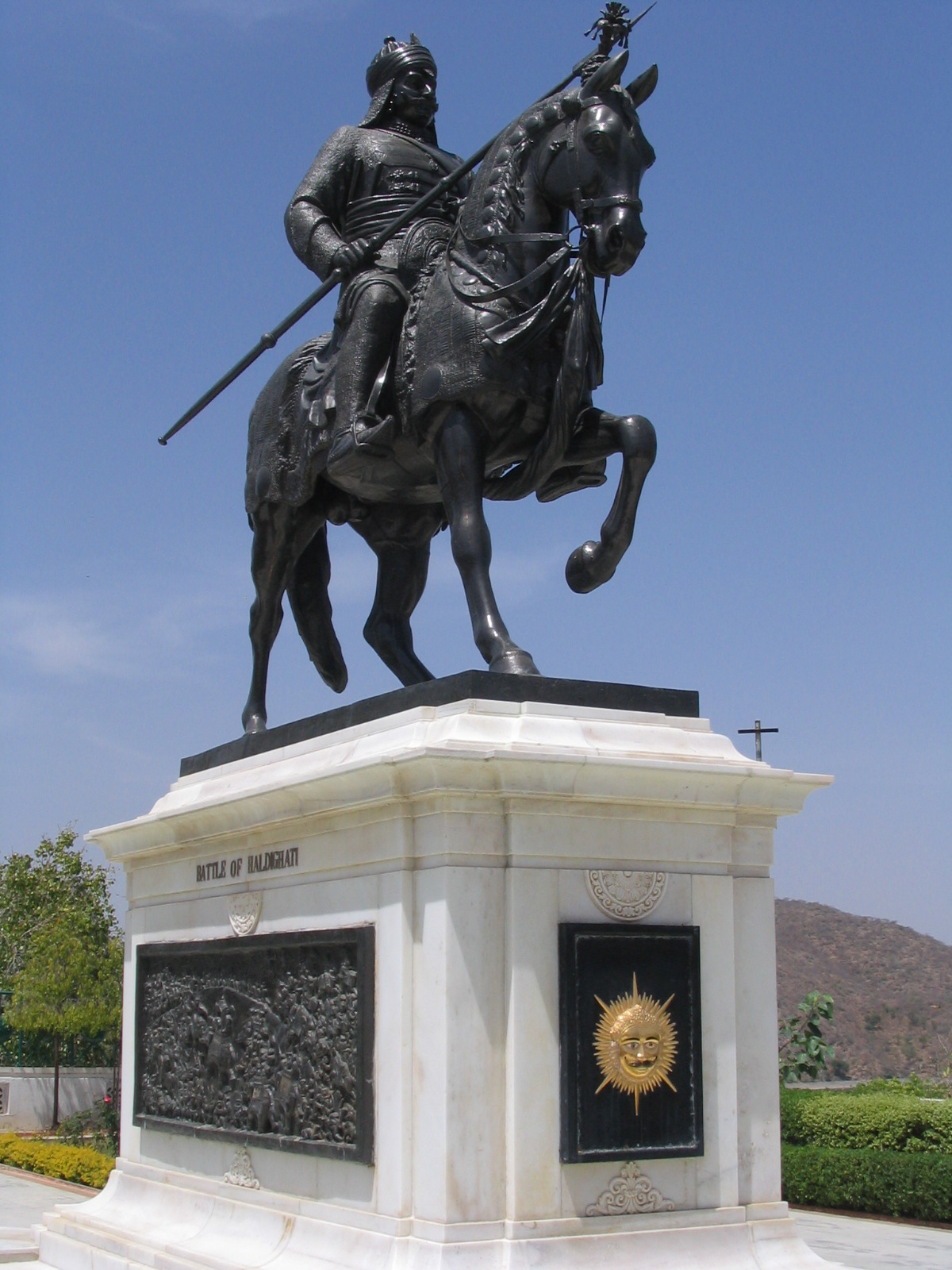
Una estàtua de Rana Pratap Singh, un governant de Sisodia Rajput del segle XVI.

"Rana" s'utilitzava antigament com a títol de sobirania marcial pels reis Rajput a l'Índia. Els governants de Sisòdia de Mewar van utilitzar de manera bastant generalitzada el títol de Mahārāṇā (महाराणा) en les seves cartes reials. Avui, els membres d'alguns clans Rajput del subcontinent indi l'utilitzen com a títol hereditari. Al Pakistan, la majoria dels musulmans —però també alguns hindús de Sindh (l'actual Pakistan)— l'utilitzen com a títol hereditari. Umerkot, un estat Sindh, té un governant hindú, Thakur Sodha Rajput, que utilitza aquest títol.
Al segle xvi, Rana Prasad, el monarca d'Umerkot, va donar refugi al príncep mogol Humayun i la seva dona, Hamida Banu Begum, que havien fugit de la derrota militar a mans de Xer-Xah Surí. El seu fill Akbar va néixer al fort de la Rana d'Umerkot.

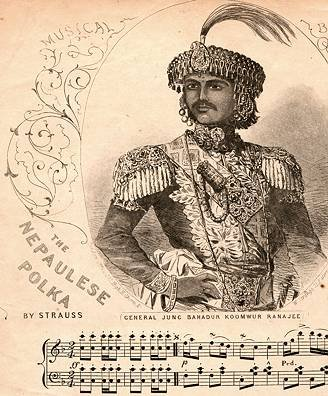
Shree Teen Maharaj Jung Bahadur Kunwar Ranaji a Londres el 1850

El cap dels nobles Kunwar del Nepal, Jung Bahadur Kunwar, va prendre el títol de Rana (ji) i Shree Teen Maharaja després de la consolidació del seu càrrec de primer ministre del Nepal. Aquesta dinastia va controlar l'administració del Regne del Nepal des de 1846 fins a 1951, reduint el monarca Shah a un títol nominal i fent hereditaris el primer ministre i altres càrrecs governamentals.

## Com a títol
- Els Kolis de l'Índia van utilitzar el títol de Rana i van governar l'Estat Príncep de Shevdivadar.[8]
- El fort de Sinhagad va ser governat per Koli Rana Nag Nayak que va desafiar el sultà del sultanat de Delhi, Muhammad bin Tughluq.[9][10]